# Metro de Nueva York
El Metro de Nueva York (en inglés, New York City Subway) es el sistema de transporte ferroviario urbano más grande en los Estados Unidos y uno de los más grandes del mundo, con entre 420 y 472 estaciones (dependiendo de cómo se contabilicen los puntos de transbordo: la MTA usa 469 como número oficial de estaciones) y 660 millas (1062,17 km) de vías primarias en servicio. Si se cuentan las vías secundarias en talleres y cocheras el total asciende a 846 millas (1.361 km). Este metro lo explota la Autoridad de Tránsito de la Ciudad de Nueva York (New York City Transit Authority en el original inglés), denominándose coloquialmente MTA New York City Transit por parte de la Autoridad Metropolitana de Transporte (Metropolitan Transportation Authority en inglés, en adelante MTA) de la que es una agencia afiliada. Ambas son agencias creadas por el legislativo del Estado de Nueva York, en 1953 y 1968, respectivamente, para explotar los transportes de titularidad pública de la ciudad de Nueva York en el caso de MTA New York City Transit por un lado y para supervisar el transporte público de masas en la Región de la Ciudad de Nueva York en el caso de MTA.
Está pendiente de aprobación una Ley que unirá las operaciones de metro de MTA New York City Transit con MTA Staten Island Railway para conformar la nueva agencia MTA Subways. A su vez, la explotación de los autobuses de MTA New York City Transit pasarán a otra agencia denominada MTA Bus (ya creada y que actualmente acoge a los antiguos operadores privados de autobuses de la ciudad, adquiridas entre el 3 de enero de 2005 y el 20 de febrero de 2006).
Aunque es conocido como the Subway (lo que implica operaciones subterráneas), aproximadamente un cuarenta por ciento del sistema circula sobre el terreno, en estructuras elevadas de acero o, más raramente, de hierro forjado, viaductos de hormigón armado, en trincheras cubiertas o a cielo abierto y -ocasionalmente- sobre rutas en superficie. Todos estos modos de transporte están completamente separados de la infraestructura vial.

## Historia

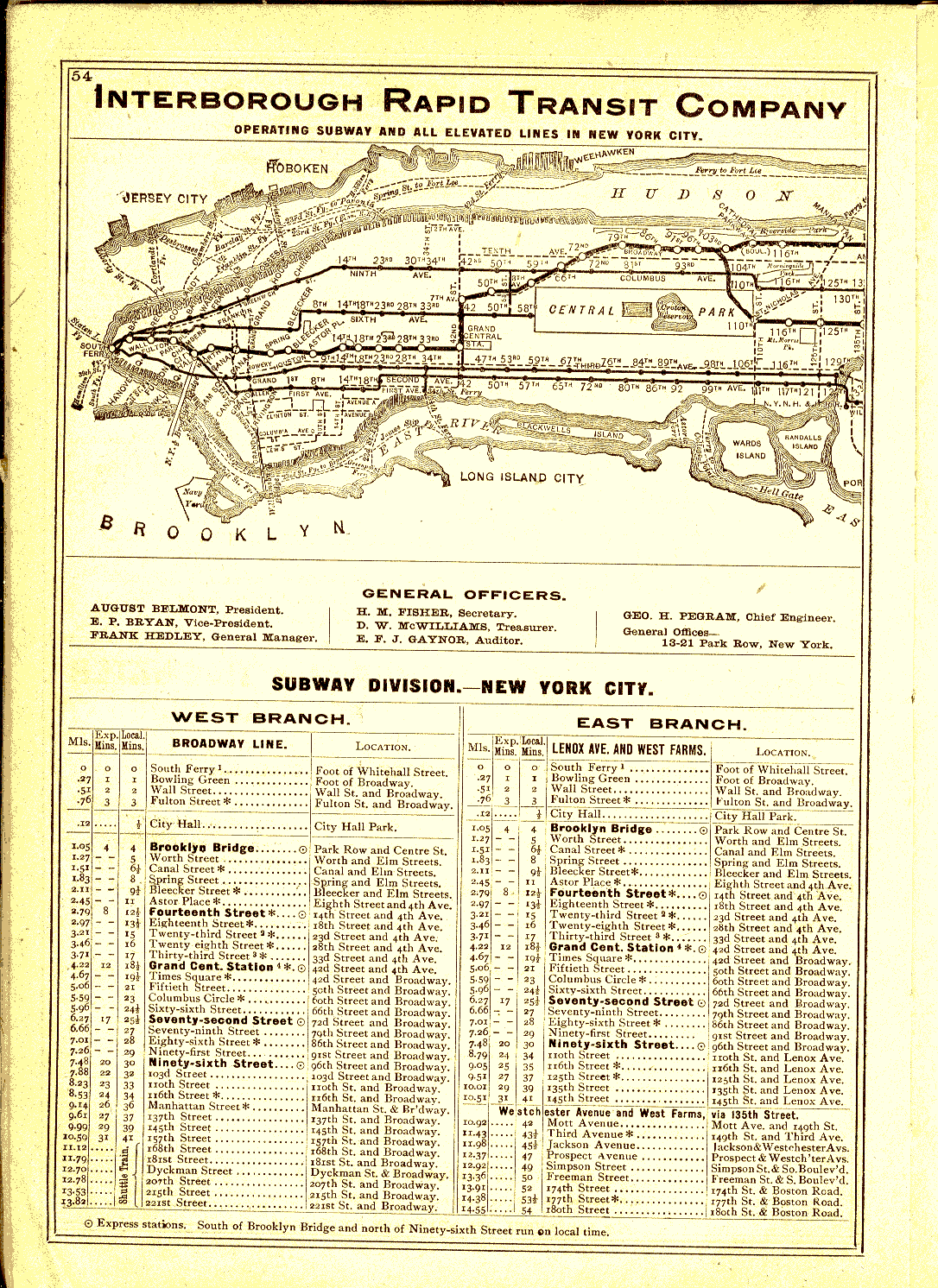
Mapa de 1906 del IRT.

Mientras que la primera línea de metro subterráneo abrió en 1904, la primera línea elevada (la línea de la Novena Avenida del IRT) abrió aproximadamente 35 años antes. La estructura más vieja que aún se usa (aunque reforzada) abrió en 1885 como parte de la línea de la avenida Lexington y ahora es parte de la línea de Jamaica de BMT en Brooklyn. La línea más antigua abierta totalmente separada del tráfico es la West End de BMT, en uso desde 1863. En el ferrocarril de Staten Island (Staten Island Railway), circulan coches del metro (modelo R44) pero no está considerado parte del metro.
En la época en que el primer metro abrió, las líneas estaban agrupadas en dos sistemas separados de propiedad privada, Brooklyn Rapid Transit Company (BRT, más tarde Brooklyn-Manhattan Transit Corporation, BMT) e Interborough Rapid Transit Company (IRT). El Ayuntamiento estaba implicado de cerca; cada línea construida para la IRT y la mayor parte de las líneas construidas o mejoradas para la BRT después de 1913 fueron construidas por el Ayuntamiento y alquiladas a las compañías (mediante los Contratos originales 1 y 2 para el metro de IRT y los Contratos Duales para las expansiones posteriores). La primera línea operada por el Sistema de Metro Independiente (Independent Subway System, IND) de propiedad municipal, abrió en 1932; el sistema estaba concebido para competir directamente con los sistemas privados y permitir que se desmantelaran algunos de los ferrocarriles elevados y esto puede comprobarse por la proximidad entre las líneas de la Séptima y Octava Avenidas (IRT e IND, respectivamente) y en las líneas de Jerome Avenue (IRT) y Grand Concourse (IND) en el Bronx, por citar dos ejemplos.
En 1934, los trabajadores del BRT, IRT e IND se unieron para formar el Sindicato de Trabajadores del Transporte de América (Transport Workers Union of America, TWU), organizada como Local 100. La Local 100 se mantiene como el capítulo local más influyente de todo el sindicato. Desde su fundación, han mantenido tres huelgas debido a disputas contractuales con la MTA: 12 días en 1966, 11 días en 1980, y tres días en 2005.
En 1940 los dos sistemas privados fueron comprados por el Ayuntamiento, algunas líneas elevadas se cerraron pronto. La integración fue lenta, pero se construyeron bastantes conexiones entre el IND y el BMT y ahora operan como una sola división, la División B. Debido a que el IRT es más estrecho, se ha mantenido como una división propia, la División A.

### El actual sistema de Metro
El Metro de Nueva York está pensado para transportar un gran número de personas cada día laborable. Funciona las 24 horas, todos los días del año; solo tres Metros en todo el mundo lo hacen. En 2023 se realizaron 2 027 286 000 viajes en el Metro, con una media en días laborables de 6 593 700 viajes, considerando cada abordaje de un vehículo por un pasajero como un viaje. Esta cifra representa un aumento del 13,06% respecto al número de viajes en 2022, año en el que se realizaron un total de 1 793 073 000 viajes.  El metro de Nueva York superó los niveles de viajeros que tenía antes de la pandemia de COVID-19.   Una estación de metro típica tiene andenes de espera que miden entre 400 y 700 pies (122 a 213 m), suficientes para acomodar un gran número de personas. Los usuarios entran en una estación a través de escaleras en dirección a las taquillas y máquinas de venta para comprar el billete, actualmente con una MetroCard. Después de pasar por el torno, los usuarios bajan a los andenes de espera. Algunas líneas en los distritos exteriores y en el Alto Manhattan tienen vías elevadas con estaciones que los pasajeros tienen que subir. Con algunas excepciones, los túneles del metro entre estaciones tienen una forma rectangular.
La mayoría de líneas y estaciones tienen servicios locales y expresos. Estas últimas tienen tres o cuatro vías -las dos exteriores son para trenes locales y la/las central/es para trenes expresos. Las estaciones donde paran los trenes expresos son habitualmente puntos de destino o de transbordo importantes. Una línea (la de Jamaica, rutas J y Z) usan servicio "skip-stop" (alternan paradas) en algunos tramos, en el que dos servicios operan en la línea en horas punta y estaciones menos importantes son servidas por una de las dos rutas en la línea. Desde 1989 y hasta el 31 de mayo de 2005, las rutas 1 y 9 ofrecieron el servicio de paradas alternas en los tramos comprendidos entre las calles 238 y 145, siendo eliminado este servicio por MTA New York City Transit y sustituido por la ruta 1 que ahora hace todas las paradas en la línea de Broadway y Séptima Avenida.

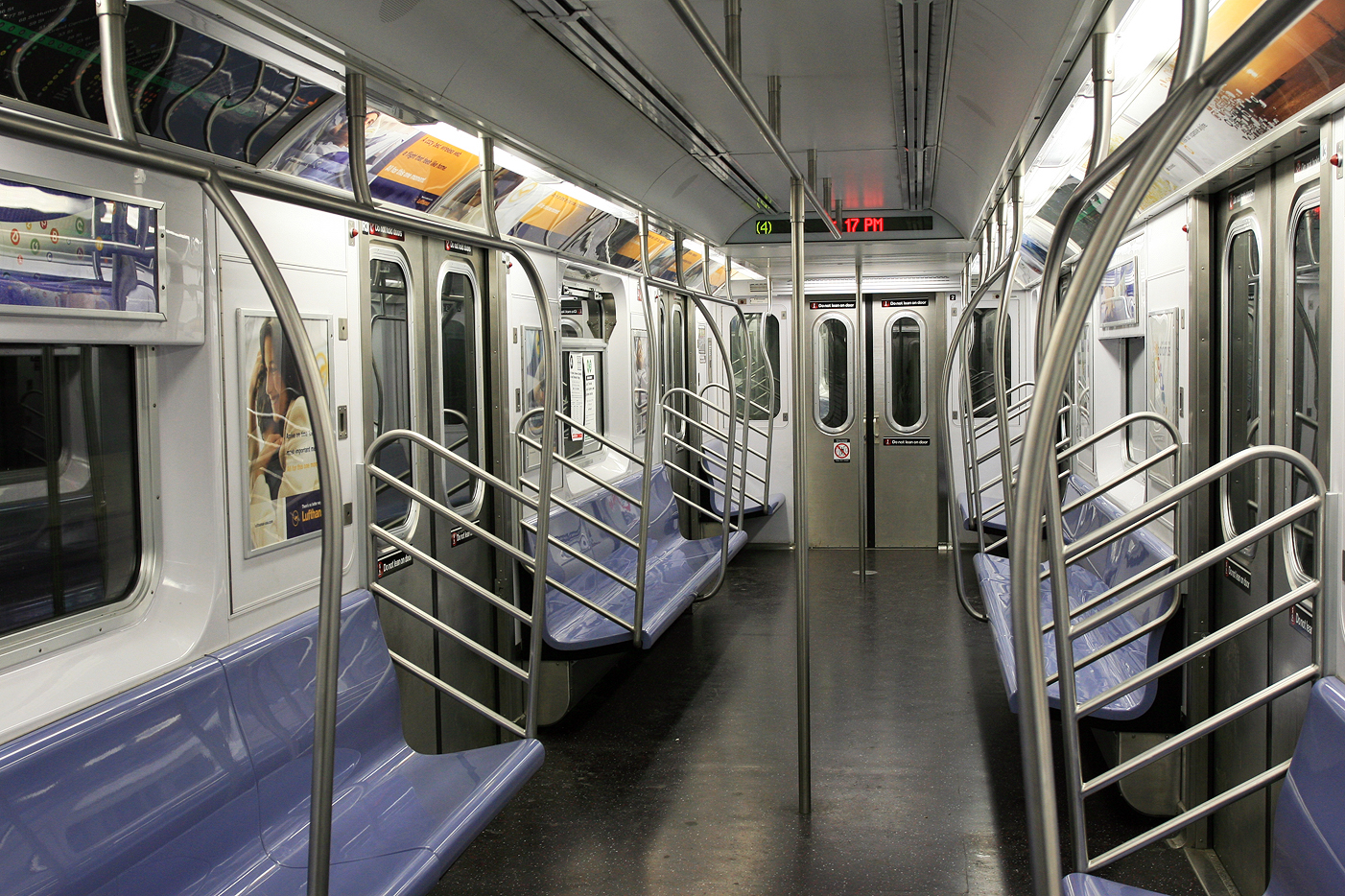
Coche del modelo R142A del Metro de Nueva York.

Un convoy típico del metro está compuesto de 8 a 11 coches (los transbordadores o "shuttles" tienen como poco 2 coches); cuando están compuestos, pueden medir desde 150 a 600 pies (de 46 a 183 metros) de largo. Como norma general los trenes de las líneas herederas del IRT son más cortos y estrechos que los trenes que operan en las otras líneas (IND y BMT); el resultado es que hay dos divisiones diferentes que no pueden compartir trenes (división "A" para los trenes de la antigua IRT y división "B" para los del BMT e IND).
Las estaciones de metro están localizadas a lo largo de Manhattan, Brooklyn, Queens y el Bronx. Todos los servicios pasan por Manhattan, excepto una ruta, la línea local G Brooklyn-Queens Crosstown, que une directamente estos dos distritos y los transbordadores de Rockaway Park y Franklin Avenue, que operan respectivamente en Queens y Brooklyn.

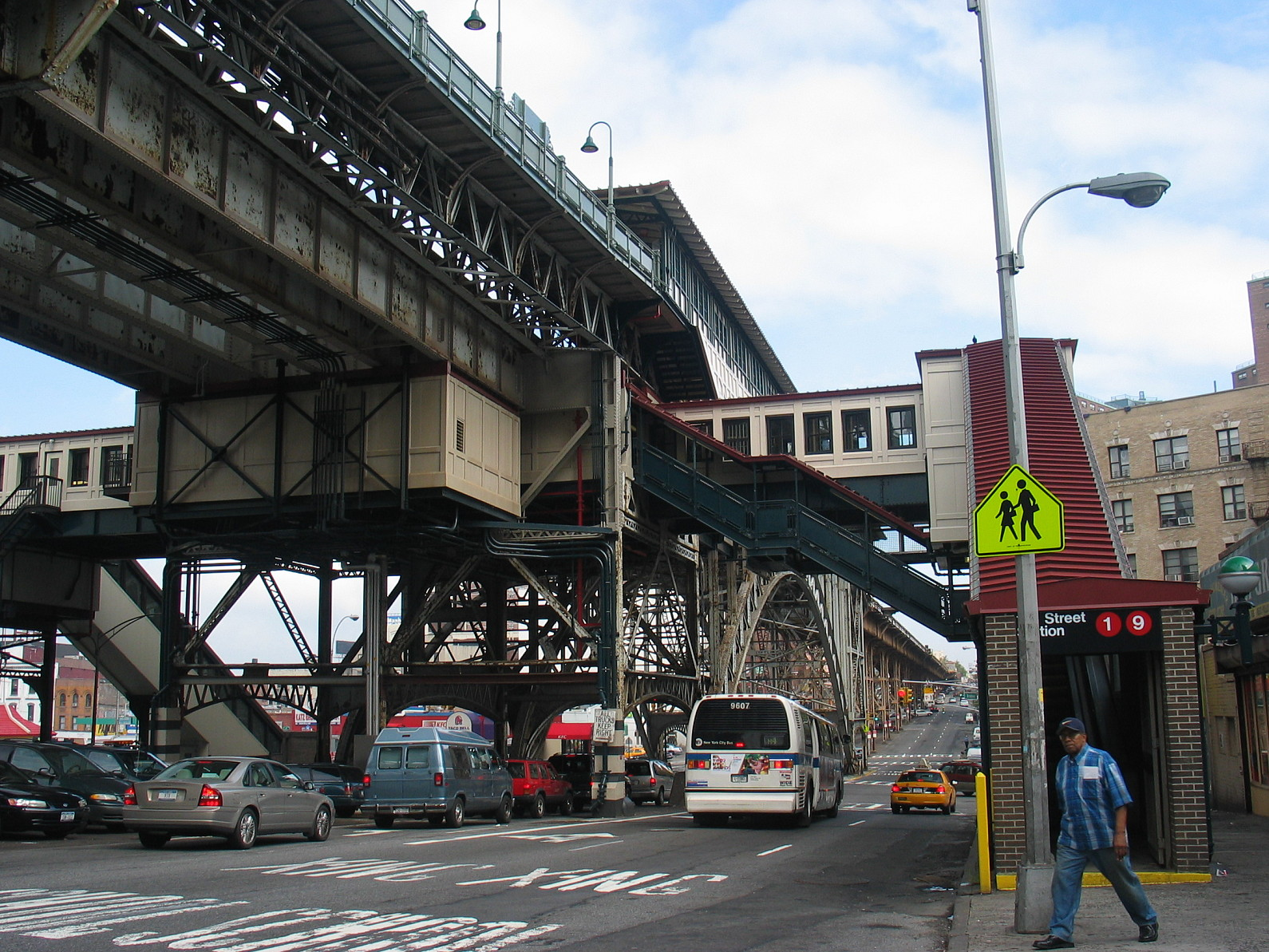
La estación de la Calle 125 en la línea de la Séptima Avenida-Broadway.

Staten Island está servido por el ferrocarril operado por MTA Staten Island Railway, que une las puntas norte y sur de esta isla y que es en realidad una división operativa de la sección de Metros de MTA New York City Transit, aunque no es considerado como parte del metro, pues está unido al sistema central de los ferrocarriles estadounidenses.
Por otro lado, existe un Metro con plena autonomía sistémica que une las dos orillas del río Hudson, entre Nueva York (Manhattan, terminales en calle 33/Herald Square y World Trade Center) y Nueva Jersey (terminales en Newark, Hoboken, Journal Square y Exchange Place), pero que no es operado por MTA sino por la Autoridad Portuaria de Nueva York y de Nueva Jersey, denominado Port Authority Trans-Hudson (conocido por su sigla PATH); como su sistema hermano, reúne las características de un Metro (separación total de cualquier otro sistema de tráfico y subterráneo en su mayor parte del trazado) y funciona las 24 horas del día, todo el año.  Archivado el 2 de julio de 2018 en Wayback Machine.
En 1994 el sistema de metro introdujo un sistema especial de pago de tarifas llamado MetroCard que permite a los viajeros usar tarjetas que almacenan dinero abonado al taquillero o en una máquina de venta. La MetroCard fue mejorada en 1997 para permitir a los usuarios hacer transbordos entre metros y autobuses en un plazo de dos horas. Otras MetroCard con transbordos solo entre metros también fueron puestas en circulación. El mundialmente famoso token fue retirado en 2003, el mismo año en que MTA subió la tarifa base a 2 dólares pese a las protestas de usuarios y grupos de presión como Straphangers Campaign. En 2005 la MTA incrementó los precios de las tarjetas MetroCard para viajes ilimitados, pero dejó la tarifa base en los 2 dólares.
Por ser un sistema antiguo, la mayor parte de las estaciones no son accesibles para gente con minusvalías. Las excepciones son las nuevas construcciones (o reformas, caso de Coney Island-Stillwell Avenue que fue totalmente reconstruida) y las estaciones importantes, tal y como estipula la Ley de Americanos con Discapacidades (“Americans with Disabilities Act, ADA”, en inglés).
La MTA inició en el verano de 2005 las pruebas para una automatización progresiva de su metro, que incluye la conducción automatizada. Se iniciaron con la línea de BMT de Canarsie (ruta L). Se eligió esta ruta debido a que no tiene ramales y prácticamente no se cruza con ninguna otra línea. La siguiente línea planeada para ser automatizada es la de Flushing (ruta 7) del IRT para la década de 2010.
La automatización permitirá utilizar la llamada “Operación de Trenes con Una Persona” (“One Person Train Operation, OPTO”, en la terminología que utilizan los empleados de tránsito). Los beneficios del metro automatizado incluyen reducción de costes, seguridad y fiabilidad. Los sistemas automatizados pueden ser más seguros, debido a que todos los trenes están comunicados vía radio con todos los demás (llamado “Communications-Based Train Control, CBTC”, control de trenes basado en comunicaciones) y su posición y velocidad son controlados con precisión. Esto conllevaría menos retrasos y un mejor servicio. El nuevo sistema reemplazará a la vieja electrónica en servicio desde hace décadas y que frecuentemente falla debido a inundaciones (o también debido a incendios; el 25 de enero de 2005, un incendio en un cuarto de señales en la estación de la calle Chambers dejó sin señales a los trenes de las líneas A y C (Octava Avenida del BMT) y las reducciones de servicio en esta línea se prolongaron durante unas dos semanas).
Los trenes automáticos no son enteramente nuevos, actualmente existen en Barcelona, Los Ángeles y París. Un experimento para automatizar el transbordador de la calle 42 en Nueva York, iniciado en 1959, finalizó con un incendio en Grand Central-42nd Street el 24 de abril de 1964.
Los detractores de esta automatización aducen que el operar trenes con una sola persona, pone en riesgo la seguridad personal de los viajeros, pues normalmente el conductor (el empleado que abre y cierra las puertas de los trenes y hace los anuncios de estaciones donde estos no están automatizados) es el encargado de avisar a los servicios de emergencia en caso necesario. Este puesto sería eliminado y sus tareas pasarían al maquinista.

## Líneas y rutas

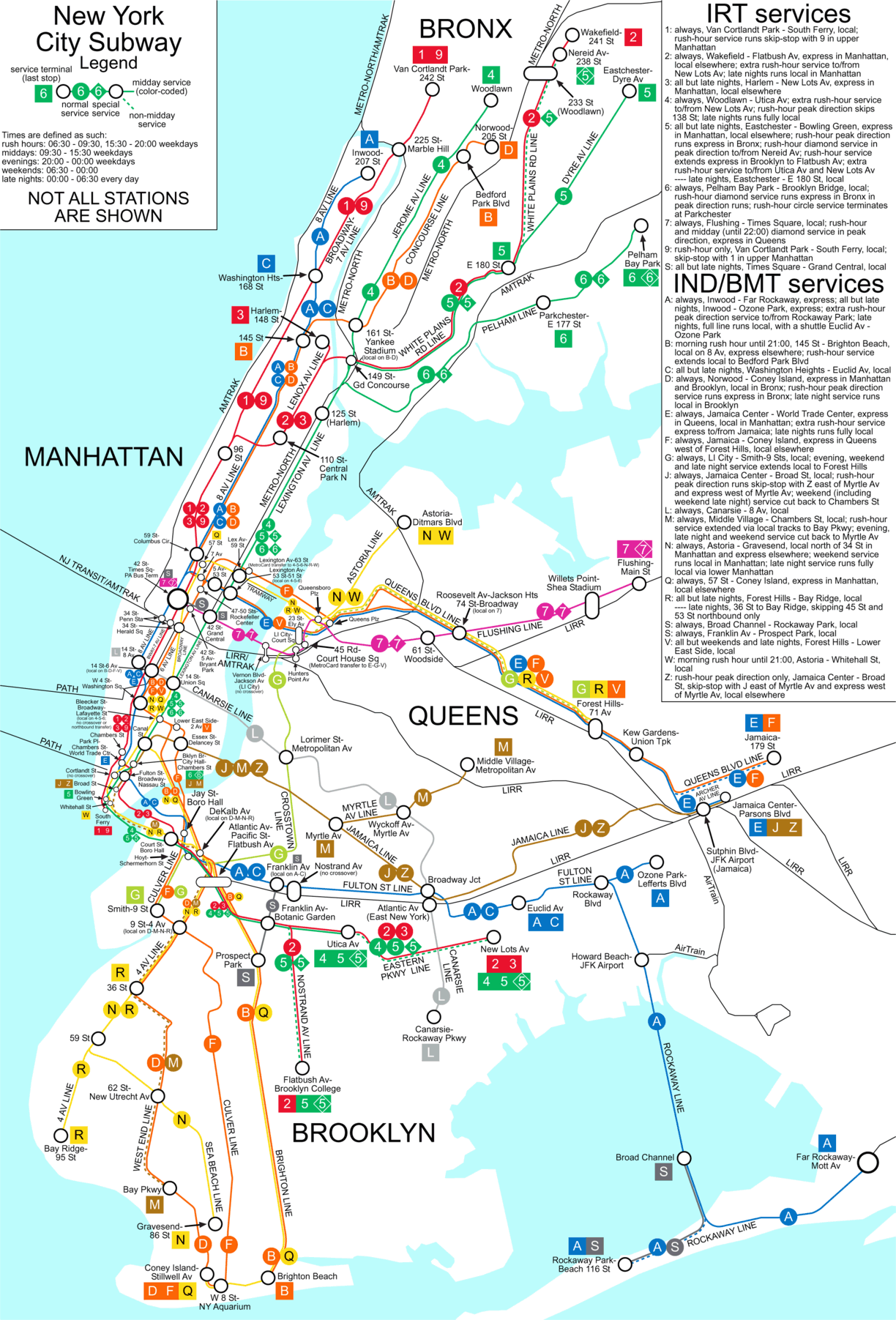
Plano simplificado del Metro de Nueva York, mostrando solo las estaciones más importantes (2004).

Muchos metros operan rutas más o menos estáticas, por lo que una línea ferroviaria es casi siempre sinónimo de ruta ferroviaria. En Nueva York, las rutas cambian con frecuencia debido a nuevas conexiones o por cambios en el patrón de servicios. La línea describe la línea de ferrocarril física o una serie de líneas que una ruta de tren usa en su camino de una terminal a otra. Las rutas (también llamados servicios) se distinguen por una letra o un número. Las líneas tienen nombres.
Por ejemplo, el tren D, ruta D o servicio D, aunque coloquialmente llamada la línea D, circula sobre las siguientes líneas en su recorrido:
- En el Bronx, la línea Concourse;
- En Manhattan, la línea de la Octava Avenida, la línea de la Sexta Avenida y la Conexión de la calle Chrystie;
- En Brooklyn, la línea de la Cuarta Avenida y la línea del West End.

Hay 27 servicios de tren en el sistema del metro, incluyendo tres transbordadores cortos (“shuttles”). Cada ruta tiene un color, representando la parte de línea que discurre por Manhattan de la ruta en cuestión; un color diferente está asignado a la ruta Brooklyn-Queens Crosstown, pues no opera en Manhattan y los transbordadores todos tienen el color gris oscuro. Cada servicio también está nombrado por su ramal de Manhattan (o “crosstown”) y está marcado como local o expreso.
Los trenes están marcados por etiquetas de servicio en blanco o bien en negro (para un contraste apropiado) en un campo en el color de su línea principal. El campo está cerrado en un círculo para la mayor parte de los servicios o un rombo para los servicios especiales, tales como trenes expresos que circulan solo en horas punta en una ruta que opera normalmente como local. Los paneles también incluyen normalmente el nombre del servicio y las terminales.
División A (IRT) consiste en el 1 Local de Broadway y Séptima Avenida, 2 Expreso de la Séptima Avenida, 3 Expreso de la Séptima Avenida, 4 Expreso de la Avenida Lexington, 5 Expreso de la Avenida Lexington, 6 Local de la Avenida Lexington, 7 Local de Flushing y S Transbordador de la calle 42.
División B (BMT/IND) consiste en el A Expreso de la Octava Avenida, B, Expreso de la Sexta Avenida, C Local de la Octava Avenida, D Expreso de la Sexta Avenida, E Local de la Octava Avenida, F Local de la Sexta Avenida, G Local Brooklyn-Queens Crosstown, J Expreso de la calle Nassau, L Local de la calle 14 y Canarsie, M Local de la calle Nassau, N Expreso de Broadway, Q Expreso de Broadway, R Local de Broadway, S Transbordador de la Avenida Franklin, S Transbordador de Rockaway Park, W Local de Broadway, y Z Expreso de la calle Nassau.
División C consiste en las operaciones no asociadas al transporte de pasajeros, incluyendo mantenimiento de vías y operaciones en cocheras.
| Ruta | Línea                           |
| ---- | ------------------------------- |
|      | Broadway-Seventh Avenue Local   |
|      | Broadway-Seventh Avenue Express |
|      | Broadway-Seventh Avenue Express |
|      | Lexington Avenue Express        |
|      | Lexington Avenue Express        |
|      | Lexington Avenue Local/Express  |
|      | Flushing Local/Express          |
|      | 42nd Street Shuttle             |

| Ruta | Línea                 | Ruta | Línea                   |
| ---- | --------------------- | ---- | ----------------------- |
|      | Eighth Avenue Express |      | Canarsie Local          |
|      | Sixth Avenue Express  |      | Nassau Street Local     |
|      | Eighth Avenue Local   |      | Broadway Local          |
|      | Sixth Avenue Express  |      | Broadway Express        |
|      | Eighth Avenue Local   |      | Broadway Local          |
|      | Sixth Avenue Local    |      | Franklin Avenue Shuttle |
|      | Crosstown Local       |      | Rockaway Park Shuttle   |
|      | Nassau Street Express |      | Broadway Local          |
|      | Nassau Street Express |      | Broadway Local          |

Proyección proyectada de los servicios de la división B:
| Ruta | Línea |
| ---- | --- |
|      | Metro de la 2.ª Avenida (en construcción en 2008; no se usará hasta que la línea abra al sur de la calle 72) |

La división C consiste en áreas de no servicios, incluyendo en áreas de mantenimiento de vías y operaciones de yardas.[cita requerida]

## Datos de operación

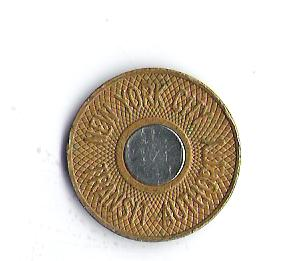
Antigua moneda para ingresar al metro de Nueva York.

- Apertura: 1904 (tramo operativo más antiguo)
- Operador: New York City Transit Authority (popularmente, MTA New York City Transit)
- Líneas: 24
- N.º de estaciones en 2009: 468
- Viajeros en 2009 (año): 1.579.866.600
- Beneficio bruto en 2009: 4.107.653.160 TM
- Precio de un billete sencillo 3$ (2,60 euros) TM
- Promedio diario de viajeros (en días laborables) en 2009: 5.086.833
- Promedio diario de viajes (en días laborables) en 2009: 8.279
- N.º de viajes en 2006: 2.680.573
- Empleados en 2006: 27.807
- Kilometraje red: 1.062,6 km (660 Mi)
- N.º de coches en 2009: 6.380
- Distancia media entre averías (2009): 246.553,11 km (153.201 Mi)

## Flota

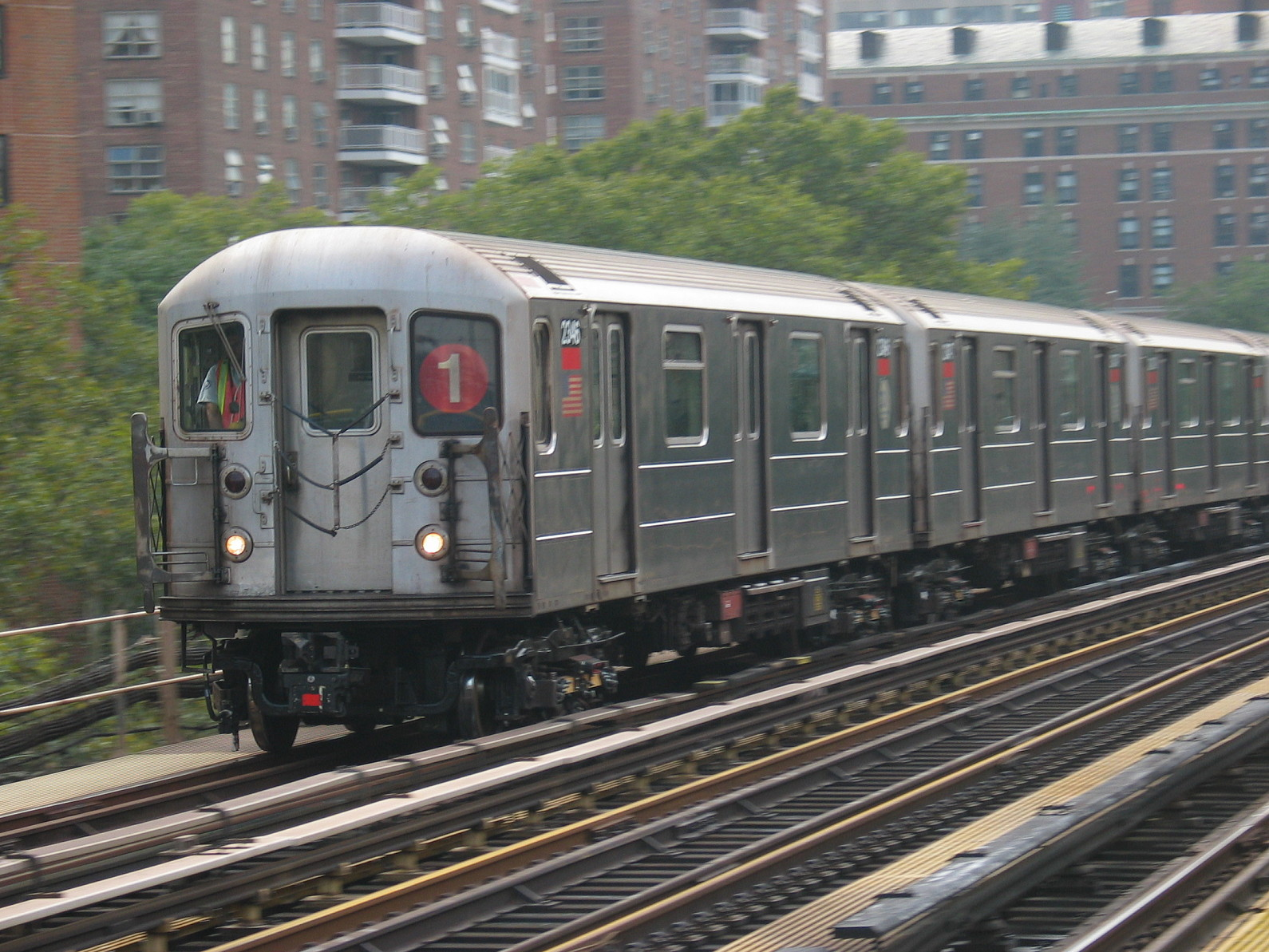
Tren de la línea 1 aproximándose a la calle 125 en Manhattan. Los coches de este convoy son del tipo R62.

El metro de Nueva York tiene la flota de coches más grande del mundo. Aproximadamente 6.300 coches en 2009 están en la lista de New York City Transit. Los coches adquiridos por el Ayuntamiento de Nueva York desde la creación de la IND y para el resto de divisiones desde 1948 están identificadas por la letra “R” seguida por un número (p.e. R32). Este es el número de contrato por el que los coches fueron adquiridos. Coches con números próximos (p.e. R1 a R9) suelen ser virtualmente idénticos, habiendo sido simplemente adquiridos mediante contratos diferentes. Los coches fueron conocidos como de “Tipo-R” para distinguirlos de los modelos construidos para los operadores privados.
El sistema mantiene dos flotas separadas de coches, uno para las líneas del IRT y otra para las líneas del BMT e IND. Todo el equipamiento de IRT es de aproximadamente 8 pies 9 pulgadas (aproximadamente 2,67 metros) de ancho y 51’ (aprox. 15,5 metros) de largo, mientras que todo el equipamiento de BMT e IND es de aproximadamente 10’ (unos 3 metros) de ancho y o bien 60’ (unos 18,3 metros) o 75’ (unos 22,86 metros) de largo.
Aunque el equipamiento de las dos flotas puede operar en las mismas vías, el factor clave que impide la interoperatividad es el hecho de que los dos contratos originales construidos para el IRT fueron hechos para un perfil más pequeño. Esto es así, porque IRT eligió usar equipamiento del mismo tamaño que la que estaba en uso en todos los ferrocarriles elevados existentes en la ciudad. Este perfil estaba en consonancia con líneas más antiguas en servicio en Filadelfia, Boston y Chicago.
Cuando la Brooklyn Rapid Transit Company inició las conversaciones para operar las nuevas líneas de metro, hicieron la decisión de diseñar un nuevo tipo de coche, de 10 pies de ancho y 67 pies de largo, objeto de numerosas patentes, cuyo perfil más largo era más similar a los coches de ferrocarriles de vapor, permitiendo una mayor capacidad de pasaje, asientos más confortables y otras ventajas. La BRT desveló su diseño al público en 1913, recibiendo tal aceptación que todas las futuras líneas fueran construidas para la BRT, el IRT o, finalmente, la IND, sería construida para albergar los coches más anchos.
Como resultado, la mayoría de las líneas del IRT podrían acoger el equipamiento del BMT e IND más grande, con modificaciones en los andenes de las estaciones y el equipamiento de los laterales de las vías. Esto no parecía factible, de todas maneras, porque el metro original, más estrecho, incluye porciones de las dos líneas primarias de Manhattan, así como partes críticas de las líneas de Brooklyn. Esto podría ser solucionado, pero a gran coste. Por otro lado, sería relativamente fácil convertir la mayoría de las líneas del Bronx para las operaciones del BMT e IND; algunos de los planes para la línea de la Segunda Avenida han incluido una conversión de la línea de Pelham del IRT.

## Planes de expansión y grandes proyectos
La expansión más importante es la construcción de la línea de la Segunda Avenida, denominada línea  y cuya Fase I (desde las calles 96 a 63, donde conectará con las líneas de Broadway y Queens Boulevard), dando comienzo las obras el 12 de abril de 2007. Se prevé la apertura de la esta línea como un ramal de la actual línea  en 2014.

Mapa del metro que muestra solo el servicio nocturno.

Esta línea está planificada desde los inicios del metro, pero la crisis de los años 20 y 30 (el Jueves Negro de la Bolsa neoyorquina, en 1929, produjo la recesión más importante de la economía estadounidense en el siglo XX) lo impidieron y, sucesivamente, la Segunda Guerra Mundial y el auge en la construcción de autopistas a lo largo y ancho de los Estados Unidos en los años 50 y 60, no contribuyeron a que arrancara este proyecto. La primera fase de este línea (con tres estaciones a las calles 72, 86, y 96) fue inaugurada el 1 de enero de 2017.
Finalmente, su construcción fue iniciada en los años setenta, aunque posteriormente fue paralizada debido a problemas presupuestarios (la crisis fiscal de la Ciudad de Nueva York en los años 70) y aún no tiene secciones que puedan ser utilizadas.
Esta será la expansión más importante en el Metro neoyorquino, que permanece prácticamente inalterado desde 1940, cuando los tres operadores fueron fusionados en una sola corporación (solo la conexión de la calle Chrystie en el bajo Manhattan, las extensiones del Metro a Rockaway –adquirida al Ferrocarril de Long Island y a Archer/Parsons (en 1988), el túnel de la calle 63, bajo el río Este (en 1989) y la conexión de la calle 63 (entre el túnel de la calle 63 y la línea Queens Boulevard, en 2001), han sido las obras más significativas desde entonces).
Otros proyectos significativos son:
La extensión del tren número 7 desde su terminal en Times Square, hasta la Undécima Avenida y calle 34 (al lado del centro de convenciones Jacob K. Javits, a orillas del río Hudson). Las obras se iniciaron el 3 de diciembre de 2007 y la apertura está prevista en 2013.
La reconstrucción de la estación de South Ferry, terminal de la línea 1, para que permita acoger trenes completos (actualmente es una estación con forma circular, data de los primeros tiempos del Metro y solo permite acoger cinco remolques, lo que causa enormes retrasos en los trenes que circulan por la Séptima Avenida) está en marcha, lo que causa cortes en el servicio los fines de semana. Esta nueva estación permitirá un transbordo directo entre las estaciones de South Ferry y Whitehall (R y W, línea de Broadway) sin tener que salir a la superficie. La apertura estaba prevista para 2008.
La construcción de un intercambiador, denominado Fulton Street Transit Center (Centro de Tránsito de la calle Fulton) en Broadway, Bajo Manhattan, donde convergen nueve líneas de Metro, consistirá en un nuevo edificio que facilite las conexiones entre las líneas de la Séptima Avenida (2 y 3), Lexington (4 y 5), Octava Avenida (A y C) y calle Nassau (J, M y Z). También se prevé conectar este intercambiador con la futura estación del World Trade Center, que construirá el arquitecto español Santiago Calatrava y que además de albergar el Metro PATH, existen planes para construir un tren directo al Aeropuerto Internacional John F. Kennedy. Este proyecto está previsto que se finalice en junio de 2009, está en marcha, e igualmente ocasiona cortes de servicio los fines de semana en las líneas afectadas.
Por último la construcción del conector de la calle Dey, que será la que permita la conexión directa entre el intercambiador de tránsito de la calle Fulton y la nueva terminal del World Trade Center, está realizándose, lo que ha motivado el cierre de la estación de la calle Cortlandt, en la línea de Broadway (rutas R y W). Está previsto que se reabra la estación a mediados de 2007, con la pasarela casi finalizada, aunque la obra no se rematará en tanto no esté construida la nueva terminal del World Trade Center.

## En la cultura popular
El metro es a menudo visto como una parte integral de la ciudad. Mucha gente que vivía en el área a lo largo de los años ochenta lo recuerda por su crimen y el graffiti, pero esto ha bajado desde entonces.
El metro de Nueva York ha figurado de forma protagonista en muchas películas. Probablemente la más notable de sus apariciones es en la película de 1971 The French Connection. La persecución del remolque de metro por el coche del protagonista bajo la línea elevada de BMT West End es a menudo considerada la mejor secuencia de persecución en la historia del cine (, en inglés). 
Más tarde, la película de 1974 Pelham, Uno, Dos, Tres (The Taking of Pelham One Two Three) se centra en el secuestro de un tren número 6 en Manhattan. 
La película de culto The Warriors, los amos de la noche (The Warriors) basa su argumento en una pandilla callejera tomando el metro desde el norte del Bronx hasta Coney Island, en el sur de Brooklyn. Los remolques completamente pintados de graffiti contrastan enormemente con el sistema de metro relativamente limpio de hoy. 
En los videojuegos Grand Theft Auto III, Grand Theft Auto IV, aparece en forma de parodia.
En 2004, Spider-Man 2 contaba con una secuencia de una lucha y choque de un tren elevado fuera de control en Manhattan, aunque las vías que aparecen no existen; fue filmado en el metro elevado de Chicago. 
En música, la Banda de Duke Ellington tocó el tema Take the A Train (Toma el tren A) inspirado en esta línea que va a Harlem. 
En la telenovela de Telemundo Una maid en Manhattan, se puede observar en las entradas de la telenovela y algunas escenas de la historia, el metro que viaja hasta Manhattan.
En la serie de Netflix Get Down se puede apreciar la cultura del grafiti entre los jóvenes amantes de este arte callejero. Rumi y Thor, personajes de esta serie, son quienes más se ven influenciados en pintar los vagones del metro con mensajes de lucha y protesta hacia la población neoyorquina.
1. ↑  Esta cifra representa el número de pasajeros vinculados, lo que significa que cada viaje completo de principio a fin se cuenta como un solo viaje, independientemente del número de vehículos diferentes utilizados.